# Podismopsis litangensis
Podismopsis litangensis är en insektsart som beskrevs av Yin, X.-c. och G.H. Feng 1983. Podismopsis litangensis ingår i släktet Podismopsis och familjen gräshoppor. Inga underarter finns listade i Catalogue of Life.